# Althos inconspicuus
Althos inconspicuus är en insektsart som först beskrevs av Herrich-Schaeffer 1840.  Althos inconspicuus ingår i släktet Althos och familjen bredkantskinnbaggar. Inga underarter finns listade i Catalogue of Life.